# Gżira
Gżira o il-Gżira és una ciutat de Malta, es troba entre Msida i Sliema, també limitant amb Ta' Xbiex. Té una població d'11.699 el gener de 2019 i una superfície d'1,0 km². En aquest municipi s'hi troba el Port de Marsamxett i l'Illa Manoel.

## Illa Manoel
L'illa Manoel, al port de Marsamxett de Gżira, era coneguda originalment com l'Isola del Vescovo o il-Gżira tal-Isqof en maltès (traduït literalment com "l'illa del Bisbe"). Era propietat de la catedral de Mdina. El 1643 Jean Paul Lascaris, Gran Mestre dels Cavallers de Malta, va construir un hospital de quarantena (Lazzaretto) a l'illa, en un intent de controlar l'afluència periòdica de la pesta i el còlera. El 1675, un altre Gran Mestre, aquesta vegada, Nicola' Cottoner, va decidir construir un altre hospital d'aïllament amb quaranta llits addicionals, una capella i un cementiri.
Durant la Segona Guerra Mundial, l'illa Manoel i el seu fort van ser utilitzats com a base naval per la Royal Navy, moment en el qual es va referir com a "HMS Talbot" o "HMS Phœnicia". La capella de Sant Antoni va ser pràcticament destruïda després d'un impacte directe pels bombarders de la Luftwaffe el març de 1942.